# トゥクメ
トゥクメ（スペイン語: Túcume）は、ペルー北部ラ・ラヤ山のふもとの平野を流れるレチェ川の南に位置する町の名前であり、また、その町からちょうど 1km 東へ行った所にあるプレ・インカの遺跡群の名称でもある。本項では後者のトゥクメ遺跡について記述する。その面積は540エーカー (220 ha)以上で、26の大きなピラミッドや墓がある。この地域は地元の人々によって煉獄の地とされている。
地元のシャーマンは、彼らの儀式の中でトゥクメ遺跡やラ・ラヤ山の聖なる力を呼び起して信仰療法を行っている。そのため、地元の人々はこの土地に対して畏怖の念を抱いている。シャーマン以外で夜にこの土地にあえて足を踏み入れようとする者はほとんどいない。トゥクメの広大な平野はランバイエケ県にあり、ペルー北海岸地域におけるもっとも大きい渓谷である。ランバイエケ渓谷には、自然および人工的に作られた水路があり、約250もの崩壊した日干し煉瓦のピラミッドがある。
地元には、トゥクメのピラミッドは、"Naylamp"という海から来た英雄が造ったという神話が伝わる。海から来た"Naylamp"は、ランバイエケ平野に隆起するラヤ山のふもとに住んでいた民とともに力を合わせて町を建設し、ピラミッドを造ったとされる。
トゥクメの遺跡群に対する最初の考古学的調査は、トール・ヘイエルダールがこの地にやってきたときに行われた。ヘイエルダールは調査プロジェクトを指揮し、遺跡群の中で最も重要と考えられて"Huaca 1"と番号が付けられたワカの隣に博物館を建てて調査結果をまとめた。
1970年代から始まる考古学的調査の結果、この遺跡は、シカン文化（紀元後 800年～1350年）、チムー王国（1350～1450年頃）、インカ帝国（1450～1532年）における巨大な宗教センターであったと考えられるようになった。焼き固めていない日干し煉瓦は雨に弱く、エル・ニーニョ現象がもたらした豪雨により数多くのワカ群が崩壊し、遺跡になったと考えられている。
- トゥクメ遺跡全景。
- 頂上に据えられていた寺院跡から遺跡を見下ろす。
- トゥクメの森。
- 浸食が進むトゥクメ遺跡。

## 参考資料
1. ↑  Shimada, Izumi. "The Late Prehispanic Coastal States." In The Inca World: The Development of Pre-Columbian Peru, edited by L. Laurencich Minelli, pp.49-82. Norman: University of Oklahoma Press, 2000